# Bob Skelly
Pour les articles homonymes, voir Skelly.
Robert Evans Skelly (14 avril 1943-6 août 2022,) est un homme politique canadien de la Colombie-Britannique. Il est député fédéral néo-démocrate de la circonscription britanno-colombienne de Comox—Alberni de 1988 à 1993.
Il est aussi député provincial social-démocrate et néo-démocrate de la circonscription britanno-colombienne d'Alberni de 1972 à 1988. Ainsi que chef néo-démocrate et chef de l'opposition officielle de 1984 à 1987.

## Biographie
Né à New Westminster en Colombie-Britannique, Skelly étudie à l'Université de la Colombie-Britannique.
Skelly est le député d'Alberni ayant servi durant la plus longue période. Il contribue à la reconnaissance des droits des Autochtones et comme critique en matière d'Environnement, en s'opposant entre autres contre l'exploitation de l'uranium et contre l'usage de l'énergie nucléaire.
Devenu chef néo-démocrate en 1984, il devient simultanément chef de l'opposition officielle. Après plusieurs gains avant les élections de 1986, les Créditistes deviennent convaincus de remplacer Bennett par William Vander Zalm. Malgré certains gains, Skelly démissionne de la chefferie en 1987 et est remplacé par Michael Harcourt qui est élu par acclamation.
Démissionnant en 1988, il est élu sur la scène fédérale et sert comme critique néo-démocrate en matière d'Affaires autochtones dont pendant la période de la crise d'Oka. Durant cette période, il siège en même temps que son frère Ray Skelly (en). Il est défait en 1993.
Skelly meurt de la maladie de Parkinson à Colwood en août 2022 à l'âge de 79 ans.